# Philine kinglipini
Philine kinglipini is een slakkensoort uit de familie van de Philinidae. De wetenschappelijke naam van de soort is voor het eerst geldig gepubliceerd in 1934 door Tchang.